# Skaista (stacja kolejowa)
Skaista (ros. Скайста) – stacja kolejowa w miejscowości Skaistas stacija, w gminie Krasław, na Łotwie. Położona jest na linii Witebsk - Dyneburg.
Stacja została otwarta w XIX w. na drodze żelaznej dynebursko-witebskiej, pomiędzy stacjami Krasławka i Balbinowo. Początkowo nosiła nazwę Baltyń. W okresie międzywojennym nosiła już obecną nazwę.